# Cinecittà Est
Cinecittà Est è un'area urbana del VII Municipio di Roma. Si estende nella zona Z. XV Torre Maura, corrispondente alla zona urbanistica 10F Osteria del Curato.
È delimitata a ovest dagli studi cinematografici di Cinecittà, a sud dalla via Tuscolana e dal nodo di scambio di Anagnina, a est dal Grande Raccordo Anulare, a nord dai terreni non edificati al confine con il VI Municipio.
Si è formata tra gli anni settanta e ottanta, con edifici privati discretamente dotati di verde pubblico. Oggi risulta composta da tre nuclei urbanistici: il primo e più consistente lungo l'asse di viale Ciamarra, il secondo dietro agli studi di Cinecittà (viale Vignali), il terzo vicino a via Tuscolana (via Giulioli).
È sede di uffici pubblici e privati come il l'Agenzia delle entrate Roma 5 e il Centro per l'impiego di Roma Cinecittà. Vi sorgono le parrocchie dei Santi Gioacchino e Anna, di San Giuseppe Moscati e di San Stanislao. Sono presenti anche due scuole superiori (IIS Ferrari-Hertz e IIS Lombardo Radice).
Viale Ciamarra è parte del "corridoio della mobilità" Anagnina-Tor Vergata, con la corsia preferenziale per gli autobus e la riqualificazione del vecchio spartitraffico mediante la creazione di un parco lineare pavimentato e di una fontana all'incrocio con viale Rizzieri.
Il quartiere è oggetto di un accordo di programma per edificare l'area libera verso la stazione Anagnina denominata "Quadrato", mentre è in corso di pianificazione una delle centralità urbane previste dal nuovo piano regolatore generale romano, quella di Torre Spaccata.

## Odonimia
Le strade e i parchi hanno nomi di uomini insigniti di Medaglia d'oro al valor militare e al valor civile, oltre ai caduti di El Alamein.
- Soldati della prima guerra mondiale: Antonio Ciamarra, Raimondo Scintu, Ettore Viola.
- Aviatori della guerra d'Etiopia: Alfredo De Luca.
- Soldati e partigiani[3] della seconda guerra mondiale: Giuseppe Albanese Ruffo, Terzilio Cardinali, Filippo Caruso, Sirio Corbari, Guido Figliolini, Vincenzo Giudice, Eudo Giulioli, Paolo Luigi Guerra, Riccardo Guruzian, Libero Leonardi, Pietro Marchisio, Massenzio Masia, Francesco Meattini, Stefano Oberto, Bruno Pelizzi, Giovanni Battista Peltechian, Bruno Rizzieri, Marco Dino Rossi, Pasquale Stabilini, Cisberto Vecchi, Rolando Vignali, Salvatore Zappalà.
- Magistrati, poliziotti e carabinieri vittime di attentati: Filippo Foti, Francesco Gentile, Michele Giraldi, Edoardo Martini, Andrea Moneta, Vittorio Occorsio, Walter Procaccini, Otello Stefanini.

## Cinema
È stato in parte girato a Cinecittà Est il film Strana la vita, di Giuseppe Bertolucci (1987).

## Collegamenti
La zona è anche raggiungibile dalle uscite 20 (Romanina) e 21 (via Tuscolana) del Grande Raccordo Anulare.